# سيمون بينبريج
سيمون بينبريج (بالإنجليزية: Simon Bainbridge)‏ هو معلم موسيقى وملحن بريطاني، ولد في 30 أغسطس 1952 في لندن في المملكة المتحدة.

## وصلات خارجية
- الموقع الرسمي
- سيمون بينبريج على موقع ميوزك برينز (الإنجليزية)
- سيمون بينبريج على موقع أول ميوزيك (الإنجليزية)
- سيمون بينبريج على موقع ديسكوغز (الإنجليزية)